# Alfhild Elvstedt
Alfhild Marie Elvstedt, född 4 juni 1904 i Oslo, död 11 augusti 1969 i Malmö, var en svensk-norsk konstnär.
Elvstedt var dotter till byggmästaren Anders August Elvstedt och Lavinia Andersson. Hon studerade vid Statens håndverks- og kunstindustriskole i Oslo samt vid Carl von Hannos målarskola och den norska konstakademien 1931–1936 samt under studieresor till bland annat Italien, Spanien, Nordafrika och England. Hon företog under 1947–1948 en jordenruntresa med längre uppehåll för konststudier i Mexiko, USA och Indien. Tillsammans med Bror Forslund ställde hon ut på Olsens konstsalong i Göteborg 1949. Hennes konst består av porträtt, stilleben och landskapsmålningar från Norge.